# إيوان كامبل
إيوان كامبل (25 نوفمبر 1890 - 25 ديسمبر 1963) (بالإنجليزية: Ion Campbell)‏ هو لاعب كريكت بريطاني (وحمل سابقاً جنسية المملكة المتحدة لبريطانيا العظمى وأيرلندا). لعب مع Europeans cricket team ‏.

## وصلات خارجية
- إيوان كامبل على موقع إي آس بي آن كريك إنفو (الإنجليزية)